# Gianfranco Ravasi
Gianfranco Ravasi (Merate, 18 oktober 1942) is een Italiaans geestelijke, hebraïcus, Bijbelexegeet en een kardinaal van de Katholieke Kerk.
Ravasi werd op 28 juni 1966 door Giovanni kardinaal Colombo, aartsbisschop van Milaan, tot priester gewijd. Hij werd vervolgens hoogleraar Bijbelexegese aan de zogenaamde Theologische Faculteit van het Noorden eveneens in Milaan. Hij schreef een groot aantal boeken, ook populair-wetenschappelijke die in Italië zeer goed verkocht werden. Daarnaast verscheen Ravasi vrij vaak op de televisie, waardoor hij bij het grote publiek bekendheid kreeg. Vanaf 1989 was hij prefect van de door Federico Borromeo gestichte Biblioteca Ambrosiana. In 1995 verleende paus Johannes Paulus II hem de kerkelijke eretitel van apostolisch protonotaris.
In het voorjaar van 2007 schreef Ravasi de meditaties voor paus Benedictus XVI ten behoeve van de traditionele Kruisweg bij het Colosseum. Op 2 september van dat jaar benoemde de paus hem tot president van de Pauselijke Raad voor de Cultuur, als opvolger van Paul kardinaal Poupard, die bijna twintig jaar voorzitter van de Raad was geweest. Op 29 september 2007 werd hij door de paus geconsecreerd tot bisschop, waarbij hij titulair aartsbisschop van Villamagna in Proconsulari werd. Hij werd tegelijkertijd voorzitter van de Pauselijke Commissie voor het Cultureel Erfgoed van de Kerk (2007-2012) en de Pauselijke Commissie voor Gewijde Archeologie (2007-2022).
Ravasi werd tijdens het consistorie van 20 november 2010 kardinaal gecreëerd. Hij kreeg de rang van kardinaal-diaken. Zijn titeldiakonie werd de San Giorgio in Velabro. Hij nam deel aan het conclaaf van 2013. Op 18 oktober 2022 verloor hij - in verband met het bereiken van de 80-jarige leeftijd - het recht om deel te nemen aan een toekomstig conclaaf.
Op 3 mei 2021 werd Ravasi bevorderd tot kardinaal-priester. Zijn titeldiakonie werd tevens zijn titelkerk pro hac vice.
Op 5 juni 2022 werd de Pauselijke Raad voor de Cultuur opgeheven en ging Ravasi met emeritaat. De taken en bevoegdheden van de raad werden overgedragen aan de dicasterie voor Cultuur en Onderwijs, die op dezelfde datum ingesteld was.

## Werk van Ravasi
- Gesù, una buona notizia, SEI, Torino 1982
- Qohelet. Il libro più originale e scandaloso dell’Antico Testamento, San Paolo, Cinisello Balsamo 1988
- Lettera ai Romani, Dehoniane, Bologna 1990
- Lettere ai Corinzi, Dehoniane, Bologna 1992
- Il racconto del cielo. Le storie, le idee, i personaggi dell’Antico Testamento, Mondadori, Milano 1995
- La Buona Novella. Le storie, le idee, i personaggi del Nuovo Testamento, Milano 1996
- Apocalisse, Piemme, Casale Monferrato 1999
- I monti di Dio. Il mistero della montagna tra parola e immagine, Cinisello Balsamo 2001
- I Comandamenti, San Paolo, Cinisello Balsamo 2002
- Il linguaggio dell’amore, Qiqajon, Bose 2005
- Il libro della Sapienza, (2 cds), Qiqajon, Bose 2007